# Rendimento químico
Em Química, o rendimento da reação se refere a quantidade de produto obtida numa reação química. O rendimento absoluto pode ser dado em gramas ou mols (rendimento molar). O rendimento fracional ou relativo, que serve para medir a eficácia de uma reação de síntese, é calculado pela multiplicação do resultado da divisão entre a quantidade de produto obtida (rendimento real) e a quantidade que teoricamente seria obtida (rendimento teórico), multiplicado por 100:
Um ou mais reagentes são normalmente usados em excesso numa reação química. O rendimento teórico é, portanto, calculado com base na quantidade do reagente limitante, tomando-se em conta a estequiometria da reação. Teoricamente, o rendimento ideal seria de 100%, o que na prática é bastante difícil de alcançar. Isso porque durante uma reação química, diversos fatores podem alterar seu rendimento, como, a aparelhagem utilizada, erros operacionais, perturbações de equilíbrio químico e variações de temperatura e pressão. Como um exemplo, nos processos destinados a produzir amônia por meio da reação 1 N2(g) + 3 H2(g) → 2 NH3(g), dependendo da aparelhagem e a pressão empregada, o rendimento pode ser de 20%, sob a pressão de 200 atm, e de 80% sob a pressão de 800 atm. 
Rendimentos perto dos 100% são designados quantitativos, acima dos 90% excelentes, acima dos 80% muito bons, acima do 70% bons, abaixo dos 50% razoáveis e abaixo dos 40% baixos. Rendimentos que aparentam estar acima de 100% podem acontecer se o produto se encontrar impuro. Eventuais passos de purificação têm sempre o efeito de diminuir o rendimento; os rendimentos relatados na literatura científica são normalmente os do produto final purificado.